# Adeonidae
Famille
Les Adeonidae sont une famille de Bryozoaires de l'ordre des Cheilostomatida.

## Liste des genres
Selon World Register of Marine Species (31 mars 2016) :
- genre Adeona Lamouroux, 1812
- genre Adeonellopsis MacGillivray, 1886
- genre Bracebridgia MacGillivray, 1886
- genre Dimorphocella Maplestone, 1903
- genre Kubaninella Grischenko & Mawatari, 2002
- genre Laminopora Michelin, 1842
- genre Reptadeonella Busk, 1884
- genre Schizostomella Canu & Bassler, 1927